# 硫酸锆
硫酸锆是一种无机化合物，化学式为Zr(SO4)2，它可以以无水物、四水合物、五水合物和七水合物的形式存在。它们是白色可溶于水的固体。

## 制备与结构
硫酸锆可由二氧化锆和硫酸的反应得到：
ZrO2 + 2 H2SO4 + x H2O  →   Zr(SO4)2·xH2O
得到的水合物是锆原子7配位或8配位的配合物，水和硫酸根都是配体。